# Lithostege turkmenica
Lithostege turkmenica är en fjärilsart som beskrevs av Tsvetayev 1971. Lithostege turkmenica ingår i släktet Lithostege och familjen mätare. Inga underarter finns listade i Catalogue of Life.